# 박영완
박영완(2000년 7월 22일 ~ )은 KBO 리그 롯데 자이언츠의 투수이다.

## 롯데 자이언츠시절
2019년에 입단하였다. 2023년 5월 13일 kt 위즈와의 경기에서 구원 등판하며 데뷔 첫 경기를 치렀고, 경기에서 1이닝 무실점을 기록했다.